# Irmgard Sörensen-Popitz
Irmgard Sörensen-Popitz (geboren am 3. Juni 1896 in Kiel, gestorben am 2. November 1993 in Kronberg im Taunus) war eine deutsche Designerin und Künstlerin.

## Leben und Wirken
Irmgard Sörensen-Popitz wurde in Kiel geboren und besuchte in Kiel die Handwerker- und Kunstgewerbeschule, ehe sie ab 1917 an der Staatlichen Akademie für graphische Künste und Buchgewerbe in Leipzig studierte. Zu ihren Lehrern zählte neben Hugo Steiner-Prag auch Jan Tschichold, ein Protagonist der Neuen Typografie. 1920 gewann die Designerin einen Plakatwettbewerb für die Zweite Werbekunst-Ausstellung der Akademie und erregte mit ihrer modernen Bildauffassung Aufmerksamkeit.
Als prägendes Ereignis erwies sich für sie (nach eigener Aussage) der Besuch der „Bauhaus-Ausstellung“ von 1923, wo sie sich besonders für die typografischen Arbeiten der Bauhaus-Druckerei unter László Moholy-Nagy begeisterte. „Da ich mir eine Begegnung mit Gleichgesinnten wünschte, ging ich ans Bauhaus in Weimar.“ 1924/25 studierte „Söre“ – wie sie sich nannte – zwei Semester lang am Bauhaus, u. a. bei Wassily Kandinsky, Paul Klee und Moholy-Nagy, und lernte dort auch Herbert Bayer kennen, mit dem sie später in ihrer Position als Art-Direktorin der modernen Lifestyle-Illustrierten die neue linie im Beyer-Verlag zusammen arbeitete. Obwohl fast alle Belege ihrer Arbeiten 1944 durch einen Bombenschaden verloren gingen, lassen sich eine Reihe moderner Titelblatt- und Prospektentwürfe, die eindeutig die Handschrift der Bauhaus-Tradition tragen, mit ihrer Signatur nachweisen.
Neben der Zeitschrift die neue linie gestaltete sie zahlreiche Werbematerialien, etwa „Ihre Werbung und die Frau“ im Jahr 1935. In der Nachkriegszeit arbeitete Sörensen-Popitz u. a. für den Insel-Verlag, wandte sich aber mit dem Übergang zum beruflichen Ruhestand der freien Kunst zu.
Irmgard Sörensen-Popitz starb am 2. November 1993 mit 97 Jahren im Altkönigsstift in Kronberg im Taunus.